# Giovanni Antonio Facchinetti de Nuce
Pour les articles homonymes, voir Facchinetti.
Giovanni Antonio Facchinetti de Nuce iuniore (né le 10 mars 1575 à Bologne, Italie, alors dans les États pontificaux, et mort le 18 mai 1606 à Rome) est un cardinal italien du XVIe siècle et du début du XVIIe siècle.
Il est l'oncle du cardinal Cesare Facchinetti (1643) et le petit-neveu du pape Innocent IX (1591).

## Biographie
Giovanni Antonio Facchinetti est abbé commendataire de San Filareto di Seminara et de Santa Maria dei Molocchi di Seminara et référendaire au tribunal suprême de la Signature apostolique.
Le pape Innocent IX, son grand-oncle, le crée cardinal lors du consistoire du 18 décembre 1591. Il a alors 18 ans. Il est nommé castellano du château Saint-Ange. Il devient ensuite protonotaire apostolique et auditeur à la curie romaine.
Le cardinal Facchinetti participe au conclave de 1592 lors duquel Clément VIII est élu pape et à ceux de 1605 (élections de Léon XI et de Paul V).